# Estats vassalls i tributaris de l'Imperi Otomà
Els estats vassalls otomans foren una sèrie d'estats vassalls o tributaris, en general localitzats a la perifèria de l'Imperi Otomà, que estaven sota sobirania de la Sublim Porta, però sobre els quals no s'exercia el control directe per diverses raons.

## Funcions
Alguns d'aquests estats van servir com a estats coixí entre els romans i el cristianisme, a Europa, o amb el xiisme, a Àsia. El seu nombre varià amb el temps, però notable van ser els Kanat de Crimea, Valàquia, Moldàvia, Transsilvània. Altres estats com Bulgària, el Regne d'Hongria Oriental, el Despotat de Sèrbia, el Principat de Sèrbia, i el Regne de Bòsnia eren vassalls abans de ser absorbits totalment o parcialment per l'imperi. I altres tenien valor comercial, com Imerècia, Mingrèlia, Quios, el Ducat de Naxos, i la República de Ragusa (Dubrovnik). Àrees com ciutats sagrades i zones tributàries de Venècia de Xipre i l'illa de Zacint no van ser totalment incorporades. Finalment, algunes àrees petites com ara Montenegro / Principat de Zeta i Mont Líban no mereixien l'esforç de conquesta i no estigueren totalment subordinats al centre.

## Formes
- Alguns estats dins del sistema eyalat (eyalet) incloïen els sandjakbegis que eren locals per al seu sandjak o que van heretar la seva posició (per exemple, Samtskhé, alguns sanjaks kurds), àrees a les quals se'ls va permetre de triar els seus propis líders (per exemple, les àrees d'Albània, l'Epir i Morea (la Península de Mani era nominalment una part de la província de les Illes de l'Egeu però els beis maniotes eren vassalls tributaris de la Sublim Porta), o eyalets de facto independent.[1] (per exemple, les 'regències' barbaresques d'Alger, Tunis, Tripolitana al Magrib, i més tard el Kedivat d'Egipte).
- Fora del sistema eyalet hi havia estats com Moldàvia, Valàquia i Transsilvània que pagaven tributs als otomans i sobre les quals la Porte tenia el dret de nomenar o destituir el governant, els drets de la guarnició, i el control de la política exterior. Aquests van ser considerats pels Otomans com a part del Dar al-Ahd, per la qual cosa se'ls va permetre conservar la seva autonomia, i no estaven sota la llei islàmica, com l'imperi pròpiament dit; als súbdits otomans, o musulmans per al cas concret, no se'ls permetia d'establir-se en aquest territori de manera permanent o per construir mesquites.[2]
- Alguns estats, com Ragusa, pagaven tribut per la totalitat del seu territori i van reconèixer la suzerania otomana.
- Altres, com el Xerif de La Meca reconeixien la sobirania otomana però estaven subsidiats per la Porte.
- En l'últim període de decadència otomana, diversos estats separatistes de l'Imperi Otomà tenien la condició d'estats vassalls (per exemple, pagaven tribut a l'Imperi Otomà), abans d'obtenir la independència completa. Eren, però, independents de facto, inclòs el dret a tenir la seva pròpia política exterior i el seu propi exèrcit independent. Aquest va ser el cas dels principats de Sèrbia, Romania i Bulgària.
- Alguns estats pagaven tribut per les possessions que estaven legalment lligades a l'Imperi Otomà, però no posseïdes pels otomans com els Habsburg per a parts de l'Hongria reial o Venècia per l'illa de Zacint.

També hi havia vassalls secundaris com ara l'Horda de Nogai i els circassians que eren (almenys nominalment) vassalls del kans de Crimea, o alguns amazics i àrabs que pagaven tribut als beylerbeyis del nord d'Àfrica, que eren al seu torn, ells mateixos, vassalls otomans.
Un altre tribut de les potències estrangeres incloïa una mena de "diners de protecció" de vegades anomenat impost horda (similar al danegeld) pagat per Rússia o la Confederació de Polònia i Lituània. Se solia pagar als vassalls otomans dels kans de Kanat de Crimea en comptes de directament al sultà otomà.

## Llista (no exhaustiva)

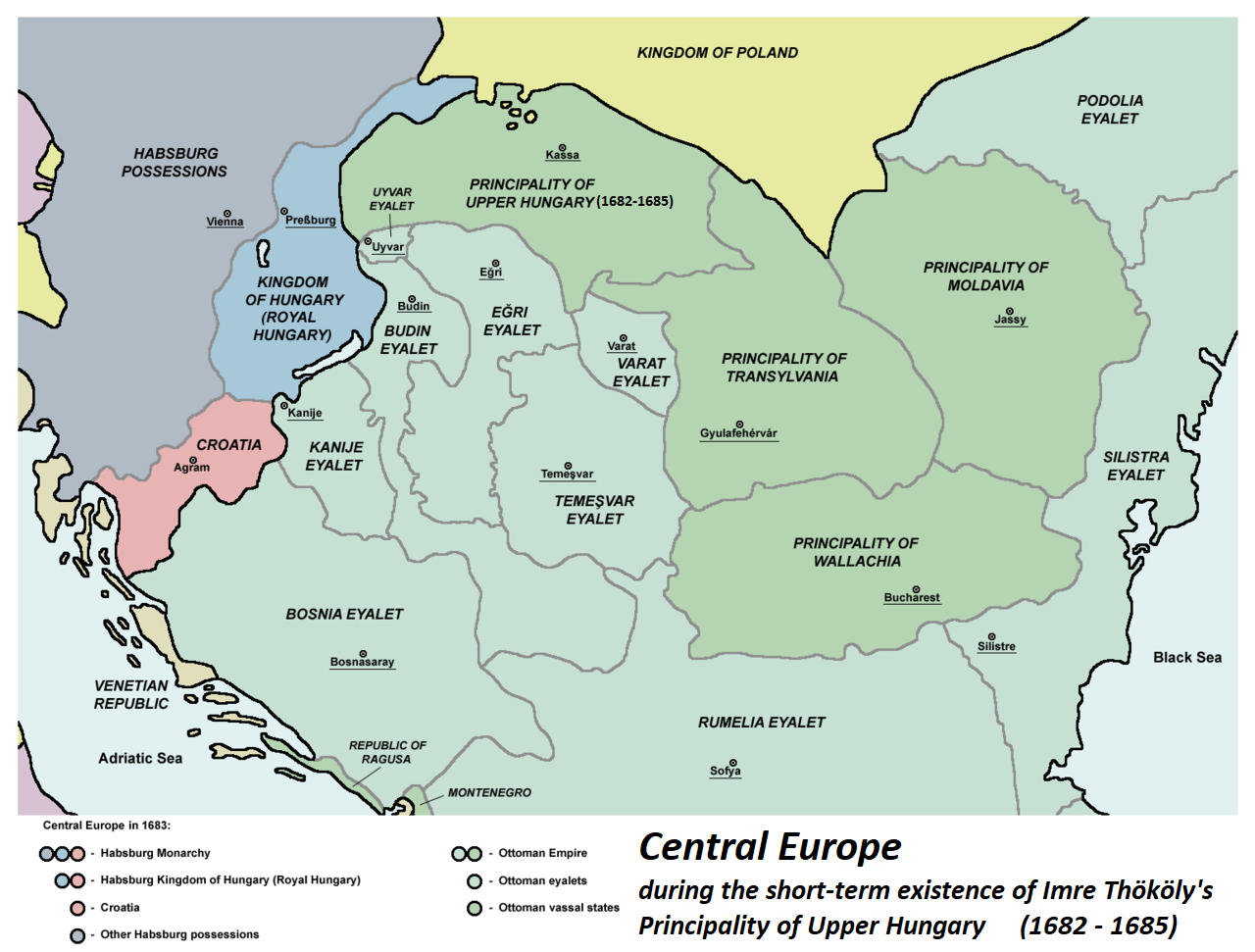
Mapa que mostra alguns estats vassalls de l'Imperi Otomà en 1683

- Imperi Romà d'Orient, ca. 1372-1403 com a estat vassall, tributari des del 1424 en endavant.
- Valàquia (Eflâk Prensliği), 1395-1397, 1417-1861, amb algunes interrupcions; annexionat breument com un eyalet entre 1521-1522 i 1595-1596[3]
- Despotat de Sèrbia[4] (ca. 1402–1459)
- Principat de Moldàvia (Boğdan Prensliği), 1456–1457, 1503–1861 amb algunes interrupcions; annexionat breument com a eyalet entre 1595–96[3]
- Xarifat de la Meca, 1517-1803
- Kanat de Crimea (Kırım Hanlığı), 1478–1774
- Kanat de Kazan (Kazan Hanlığı), 1523: Kazan fou conquerit breument pel Kanat de Crimea, Sahib I Giray fou entronitzat com a kan[5]
- Regne d'Hongria Oriental
- Dinastia Hilaalee de Maldives, 1565?-1597?[6]
- Principat de Transsilvània (Erdel), 1570–1692 amb algunes interrupcions
- Sultanat d'Aceh, 1569-finals del segle xviii[7][8]
- Regne de Bohèmia, breument el 1620 sota Frederic I de Bohèmia[9]
- Principat d'Hongria Superior (en l'actualitat Eslovàquia), 1682–1685 sota Imre Thököly[10]
- Principat de Sèrbia (Sırbistan Prensliği), 1817-1830; més autonomia 1833-1878
- Principats units de Romania (Romanya Prensliği), 1862-1877
- Kedivat d'Egipte (Misir), 1867-1914:  de iure  sota sobirania otomana, en la pràctica totalment autònom, i des de 1882 sota ocupació britànica; es va separar de la sobirania otomana amb l'entrada otomana a la Primera Guerra Mundial al costat de les Potències Centrals i fou reformat com a "Sultanat d'Egipte", que va ser declarada protectorat britànic el 5 de novembre de 1914, el dia en què Gran Bretanya i França van declarar la guerra contra l'Imperi Otomà. Gran Bretanya també es va annexionar formalment Xipre (sota administració britànica des de la Convenció de Xipre de 1878, però nominalment encara un territori otomà) el 5 novembre 1914.
- Principat de Bulgària (Bulgaristan Prensliği), 1878-1908
- República de Ragusa
- Ducat de Naxos
- Principat de Samos (Sisam), 1835-1912: establert com a principat tributari autònom sota un governador cristià; annexat a Grècia durant la Primera Guerra dels Balcans
- Rumèlia Oriental (Dogu Rumeli), 1878-1885: establert pel Tractat de Berlín el 13 de juliol 1878 com una província autònoma; unida al tributari Principat de Bulgària el 6 setembre 1885, però es va mantenir de iure ' sota sobirania otomana; independent juntament amb la resta de Bulgària el 5 octubre 1908.
- Xipre (Kıbrıs), 1878-1914: establert com un protectorat britànic sota sobirania otomana amb la Convenció de Xipre de 4 juny 1878; annexionat per Gran Bretanya el 5 de novembre de 1914, després de l'entrada otomana a la Primera Guerra Mundial
- Qatar (Katar), 1872-1913
- República de Creta (Girit), 1898-1912 / 13: establert com un estat tributari sota supervisió internacional encapçalat per un governador cristià; el 1908 el Parlament de Creta va declarar unilateralment la unió amb Grècia; l'illa va ser ocupada per Grècia en 1912, i de iure annexada el 1913
- Hetmanat cosac: Marge dret d'Ucraïna sota el govern de Petrò Doroixenko (1669-1675)
- República de les Set Illes